# Pal Vannarirak
Pal Vannarirak, née le 23 novembre 1954, est une romancière, une scénariste, une parolière, et une animatrice de télévision cambodgienne.

## Biographie
Pal Vannarirak est née en 1954 dans la Province de Kampong Chhnang, au centre du pays, à proximité de la ville de même nom (Kampong Chhnang), sur les rives du Tonlé Sap. L'arrivée des Khmers rouges au pouvoir dans les années 1970 provoque la déportation de sa famille en campagne (elle est mariée et à trois enfants), comme une grande partie de la population des villes, dans des conditions relevant de l'esclavage. Elle perd ses parents. Après cette période, elle accepte un emploi proposé par l'administration, sous le gouvernement de Pol Pot, dans un service chargé de la censure : « Parce que je connaissais le genre de livres que la censure traquait, je savais le genre de livres que je n'étais pas censée écrire. Alors je les ai écrits », explique-t-elle,,.
Elle se consacre à l'écriture dans ses heures de temps libres, le plus souvent entre 5 heures et 9 heures du matin, et vend ses ouvrages « sous le manteau », ou bien encore en loue une copie manuscrite, évitant de passer par les imprimeries surveillées par le régime. Son mari apprécie peu, et brûle une partie de ses manuscrits et de ses copies,. Finalement sa persévérance paye : elle acquiert une certaine notoriété, et plusieurs de ses œuvres sont primées à la fin des années 1980 et dans les années 1990. L’Espoir au bout du nouvel horizon, qui retrace la vie de réfugiés cambodgiens fuyant vers la Thaïlande, est par exemple primé en 1989. Un roman ultérieur, je ne peux guère t'oublier, est récompensé en 1995 par l’académie Raj Sihanouk, et décrit la vie d’une orpheline. Son mari lui demandant de cesser d'écrire, elle divorce. Auteure d'un grand nombre de romans sentimentaux et de société, elle rédige également des nouvelles, des poèmes, des scénarios de films vidéos, et les paroles d'une centaine de chansons,,. Ses travaux d'écriture lui permettent bientôt de vivre correctement en se consacrant à cette passion. Elle est aussi invitée dans les médias, puis anime des émissions.